# Dragiša Binić
Dragiša Binić (sinh ngày 20 tháng 10 năm 1961) là một cầu thủ bóng đá người Serbia.

## Đội tuyển bóng đá quốc gia Nam Tư
Dragiša Binić thi đấu cho đội tuyển bóng đá quốc gia Nam Tư từ năm 1990 đến 1991.

## Thống kê sự nghiệp
| Đội tuyển bóng đá Nam Tư | Đội tuyển bóng đá Nam Tư | Đội tuyển bóng đá Nam Tư |
| Năm                      | Trận                     | Bàn                      |
| ------------------------ | ------------------------ | ------------------------ |
| 1990                     | 1                        | 0                        |
| 1991                     | 2                        | 1                        |
| Tổng cộng                | 3                        | 1                        |